# Супер Майк XXL
«Супер-Майк XXL» (англ. Magic Mike XXL) — фильм Грегори Джейкобса; сиквел фильма Стивена Содерберга «Супер-Майк» (2012). Премьера состоялась 30 июня 2015 года в Лондоне. Мировая премьера, в том числе и в России, состоялась 2 июля 2015 года. Слоган фильма: «Они делают это за деньги».

## Сюжет
Бросив карьеру востребованного стриптизера, Майк влачит свои дни, заведуя нелегким мебельным бизнесом. Однажды бывшая звезда эротического танца узнает, что его некогда популярный клуб закрывается. Тряхнув стариной, Майк и его коллеги по стрип-цеху снова собираются вместе, чтобы в последний раз выступить на легендарной сцене и «зажечь» Мертл-Бич. Дорога на последнее шоу проходит через Джеконсвилл и Саванну, где Майк и парни повстречают старых знакомых и заведут новых, а также выучат пару неизбитых движений, тряхнув при этом стариной.

## В ролях
| Актёр              | Роль       |
| ------------------ | ---------- |
| Ченнинг Татум      | супер-Майк |
| Мэтт Бомер         | Кен        |
| Джо Манганьелло    | Риччи      |
| Кевин Нэш          | Тарзан     |
| Эмбер Хёрд         | Зои        |
| Элизабет Бэнкс     | Пэрис      |
| Адам Родригес      | Тито       |
| Габриэль Иглесиас  | Тобиас     |
| Энди Макдауэлл     | Ненси      |
| Джада Пинкетт Смит | Руни       |
| Джейн Макнейл      | Мей        |
| Дональд Гловер     | Андре      |
| Майкл Стрейхан     | Август     |
| Билли Рейлич       |            |
| Рик Флэр           |            |
| Кристал Хант       | Лорен      |